# Schirmeck
Schirmeck is een stadje en gemeente in het Franse departement Bas-Rhin in de regio Grand Est en maakt deel uit van het arrondissement Molsheim. 
In de nabijheid van het stadje ligt de antieke tempel op de Donon.  De gemeente telde 2.081 inwoners op 1 januari 2022.

## Geschiedenis
Tot aan de Frans-Duitse Oorlog van 1870 hoorde Schirmeck tot het Franse departement Vosges. Bij de Vrede van Frankfurt werd dit gebied aan het Duitse Rijk toegekend. Toen in 1919, bij de Vrede van Versailles, de Duitsers Elzas-Lotharingen weer aan de Fransen overdroegen bleef Schirmeck van de regio Elzas en werd bij het departement Bas-Rhin gevoegd.
Schirmeck was de hoofdplaats van het gelijknamige kanton tot het op 22 maart 2015 werd opgeheven en de gemeenten werden opgenomen in het kanton Mutzig.

## Geografie
De oppervlakte van Schirmeck bedraagt 11,42 vierkante kilometer; Op 1 januari 2022 was de bevolkingsdichtheid 182,2 inwoners per km².

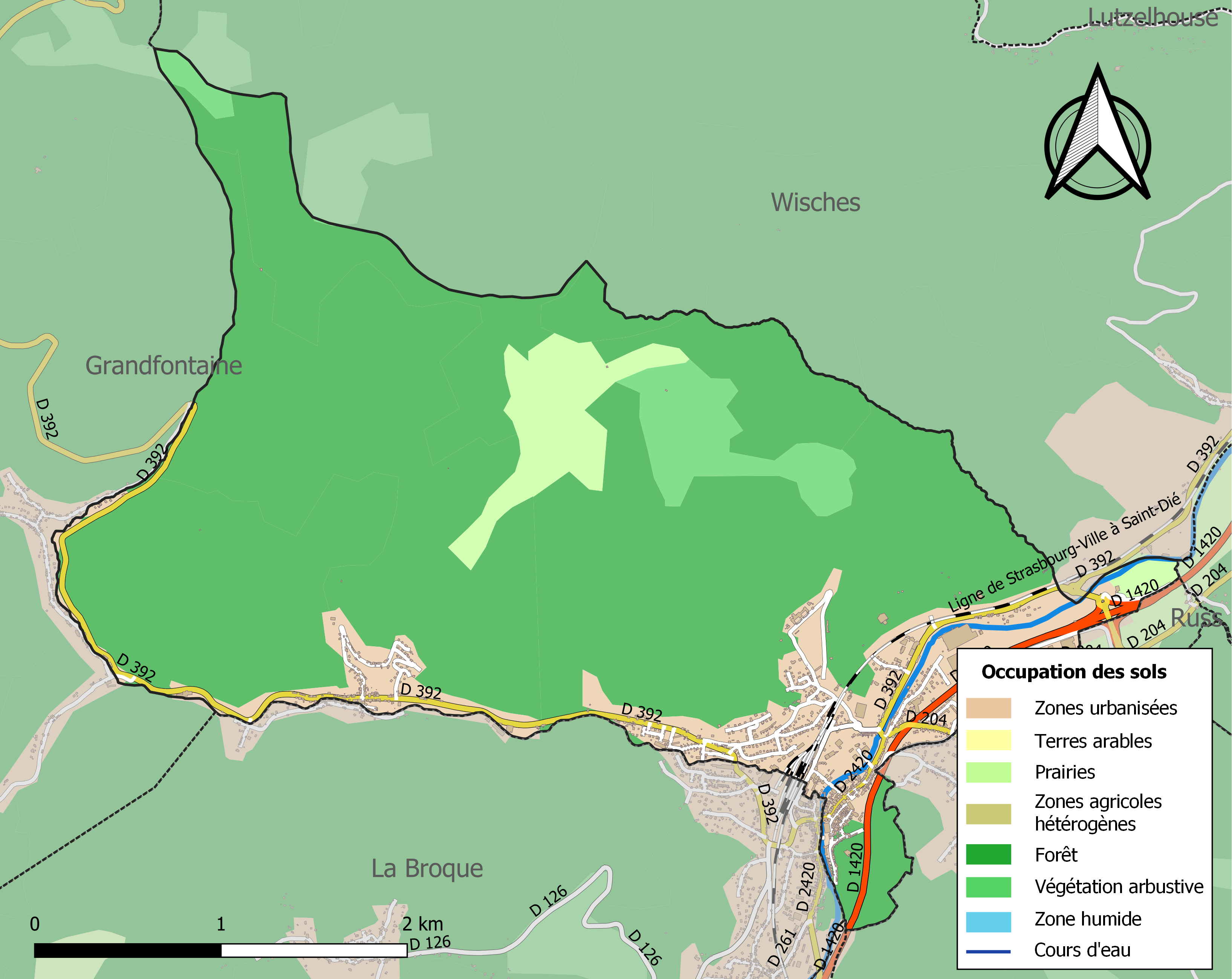
Kaart van de gemeente met de belangrijkste infrastructuur, bodemgebruik en omliggende gemeenten

## Verkeer en vervoer
In de gemeente bevind zich het spoorwegstation Schirmeck-La Broque.

## Demografie
Onderstaande figuur toont het verloop van het inwonertal.
Albé · Barembach · Bassemberg · Bellefosse · Belmont · Blancherupt · Bourg-Bruche · Breitenau · Breitenbach · La Broque · Colroy-la-Roche · Dieffenbach-au-Val · Dinsheim-sur-Bruche · Fouchy · Fouday · Grandfontaine · Gresswiller · Heiligenberg · Lalaye · Lutzelhouse · Maisonsgoutte · Muhlbach-sur-Bruche · Mutzig · Natzwiller · Neubois · Neuve-Eglise · Neuviller-la-Roche · Niederhaslach · Oberhaslach · Plaine · Ranrupt · Rothau · Russ · Saales · Saint-Blaise-la-Roche · Saint-Martin · Saint-Maurice · Saint-Pierre-Bois · Saulxures · Schirmeck · Solbach · Steige · Still · Thanvillé · Triembach-au-Val · Urbeis · Urmatt · Villé · Waldersbach · Wildersbach · Wisches